# بانبوکو اونو
بانبوکو اونو (به ژاپنی: 大野 伴睦 Banboku Ōno); ۲۰ سپتامبر ۱۸۹۰ – ۲۸ مهٔ ۱۹۶۴) سیاستمدار اهل ژاپن بود. یک رهبر جناح قدرتمند در  حزب لیبرال دموکرات (ژاپن) (LDP) در اوایل دوره پس از جنگ (ژاپن بعد از اشغال)، به عنوان  رئیس مجلس نمایندگان (ژاپن)، دبیر کل حزب لیبرال، رئیس جمهور دموکرات، خدمت می کرد.